# Postcontemporaneidad
La PostContemporaneidad (PoCo) es una filosofía estética con visión de futuro que se distingue por un ethos humano global y reconstructivo que postula que la experiencia estética es universal para la humanidad y que esta experiencia puede inspirar comprensión y transformación. 
Se ha desarrollado en conjunto con nuevas teorías de la emergencia en la ciencia de la complejidad, así como con avances en biosemiótica. En términos de historia del arte, las artes "modernas" y "contemporáneas" se limitan a su época y se definen por parámetros estilísticos y filosóficos, entre los que se destacan una crítica de la tradición clásica europea y la filosofía constructiva, y en segundo lugar, el ethos contemporáneo se caracteriza por un énfasis en cuestiones transitorias o exclusivamente contemporáneas que reflejan el espíritu de la época.
El modernismo, el posmodernismo y el arte contemporáneo siguen la tradición de la deconstrucción y el cuestionamiento, mientras que el poscontemporáneo enfatiza la generación de nuevas hipótesis constructivas. Sin embargo, siguiendo el modelo del método científico, ambos modos son interdependientes, ya que la pregunta/respuesta no puede existir una sin la otra. Así, el postcontemporáneo considera la historia de las humanidades como ramificada y pluralista, en lugar de como un camino lineal de desarrollo. En consecuencia, PoCo ha elegido un camino bifurcado, que se basa en el conocimiento de todas las épocas y valora la calidad, la sublimidad y la empatía por encima de la novedad. PoCo enfatiza la empatía por todos, independientemente de la raza, el género, la orientación sexual o el credo.
El concepto de postcontemporáneo fue descrito por primera vez por el poeta italiano Primo Levi. El primer uso documentado del término específico fue en 2005 por Abbas Gharib en una conversación con Bahram Shirdel, dos arquitectos de origen iraní, ambos expertos en cultura occidental y participantes en el debate actual. La conversación fue publicada por Sharestan Magazine, 55 . 200715-–6, Teheran, Iran: Sharestan/Naghshiran, Spring – Summer 2007, 11–16, (7–12 in Persian)</ref>. La discusión tomó esta definición también para distinguir los epítomes del tercer milenio de los sectores creativos, por su proyección en las configuraciones de vanguardia venideras, hacia el futuro. Hoy en día, en su propio progreso, los conceptos de postcontemporaneidad están mucho mejor definidos.